# The Strange Ones
Pour plus de détails, voir Fiche technique et Distribution.
The Strange Ones est un thriller dramatique américain réalisé et monté par Christopher Radcliff et Lauren Wolkstein, sorti en 2017. Il reprend les thèmes du court métrage Deux Inconnus, réalisé par le même duo et sorti en 2011.

## Synopsis
Un homme mystérieux et un jeune garçon partent camper. Sur leur route, ils sillonnent la campagne américaine et ses motels. Ils se disent frères, mais bientôt, au fil des rencontres, une vérité bien plus inquiétante se révèle.

## Fiche technique
Sauf indication contraire, les informations mentionnées dans cette section peuvent être confirmées par la base de données cinématographiques IMDb,  présente dans la section « Liens externes ».
- Titre : The Strange Ones
- Réalisation : Christopher Radcliff et Lauren Wolkstein
- Scénario : Christopher Radcliff, d'après l’histoire de Christopher Radcliff et Lauren Wolkstein
- Décors : Danica Pantic
- Costumes : Mitchell Travers
- Photographie : Todd Banhazl
- Montage : Christopher Radcliff et Lauren Wolkstein
- Musique : Robert Lowry
- Production : Sébastien Aubert, Michael Prall, F. A. Eric Schultz, Shani Geva et Daniela Taplin Lundberg
- Sociétés de production : Adastra Films et Relic Pictures ; Archer Gray, Gamechanger Films, Stay Gold Features et Storyboard Entertainment {\displaystyle (coproductions)}
- Société de distribution : Vertical Entertainment ; Épicentre Films {\displaystyle (France)}
- Pays d'origine :  États-Unis
- Langue originale : anglais
- Genre : thriller dramatique
- Durée : 81 minutes
- Dates de sortie :
  - États-Unis : 11 mars 2017 (South by Southwest) ; 5 janvier 2018 (sortie nationale)
  - France : 17 juin 2017 (avant-première aux Champs-Élysées Film Festival) ; 11 juillet 2018 (sortie nationale)

## Distribution
- Alex Pettyfer : Nick
- James Freedson-Jackson : Sam
- Emily Althaus : Kelly
- Gene Jones : Gary
- Owen Campbell : Luke
- Tobias Campbell : Jeremiah
- Marin Ireland : Crystal
- Will Blomker : Robert
- Olivia Wang : Sarah
- Cindy Cheung : la mère de Sarah
- Melanie Nicholls-King : l'inspecteur Reynolds

## Accueil

### Critiques
En France, le site Allociné recense une moyenne des critiques presse de 3,3/5, et des critiques spectateurs à 3,4/5.
Côté presse : pour Télérama « tout est trop séduisant dans The Strange Ones : les cadrages, les paysages, les comédiens. La cruauté et l'audace se figent devant tant de beauté exacerbée ». Pour EcranLarge, « Le film abat alors ses cartes avec suffisamment d'adresse et de précision pour définitivement se placer comme une première œuvre à ne pas manquer. »